# اوا بواشچیک
اِوا بواشچیک (لهستانی: Ewa Błaszczyk؛ زادهٔ ۱۵ اکتبر ۱۹۵۵) بازیگر و خواننده اهل لهستان است.
از فیلم‌ها یا برنامه‌های تلویزیونی که وی در آن نقش داشته‌است، می‌توان به سرنوشت‌های لهستانی، کورن‌بلومن‌بلائو، رانندگان جایگزین، خودِ زندگی، ۱۹۸۳، هانوسن و ده فرمان ۹ اشاره کرد.